# 玄海酒造
玄海酒造株式会社（げんかいしゅぞう）は、長崎県壱岐市に本社を置く焼酎（壱岐焼酎）の製造及び販売を行う企業・蔵元である。
壱岐島内で焼酎の製造を行う蔵元7社のうちの一つであり、モンドセレクション等国内外の品評会での受賞歴がある。

## 概要・事業所
- 本社・酒造場：長崎県壱岐市郷ノ浦町志原西触550-1番地
  - 構内には壱岐焼酎に関する資料を展示する「焼酎資料館」が併設されている。

## 沿革
- 1900年 - 創業
- 1985年 - 株式会社に移行

## 銘柄
いずれも焼酎あるいは焼酎をベースとしたものである。
- むぎ焼酎壱岐
- 壱岐スーパーゴールド
- 壱岐オリジナル
- 壱岐ロイヤル
- 壱岐オールド
- 松永安左エ門翁
- 瀧泉
- 美鏡
- 和三盆糖の梅酒

## 広告
- 日本経済新聞（2003年 - 2008年）と朝日新聞（2007年 - 2008年）において広告を月1回シリーズで掲載したことがある。